# Ferik
Ferik (en arménien Ֆերիկ) est une communauté rurale du marz d'Armavir, en Arménie. Elle compte 312 habitants en 2009.